# Marco Fábio Ambusto (tribuno consular em 381 a.C.)
Marco Fábio Ambusto (em latim: Marcus Fabius Ambustus) foi um político da gente Fábia nos primeiros anos da República Romana, eleito tribuno consular em 381 e 369 a.C.. Foi censor em 363 a.C. com Lúcio Fúrio Medulino Fuso.

## Família
Marco Fábio era filho de Cesão Fábio Ambusto e foi pai de duas filhas, a mais velha das quais, Fábia, casou-se com o tribuno da plebe Caio Licínio Estolão, um dos autores da Lex Licinia Sextia, que abriu o cargo de cônsul à plebe. Os Fábios era uma gente patrícia e, segundo Lívio, ela persuadiu o pai a apoiar a legislação e seu marido.

## Primeiro tribunato consular (381 a.C.)
Em 381 a.C., foi eleito pela última vez, com Marco Fúrio Camilo, Lúcio Lucrécio Tricipitino Flavo, Lúcio Postúmio Albino Regilense, Lúcio Fúrio Medulino Fuso e Aulo Postúmio Albino Regilense.
Lúcio Fúrio e Marco Fúrio Camilo cuidaram da guerra contra os volscos, que haviam ocupado Satricum, o que levou à declaração de guerra contra a cidade aliada de Túsculo.

## Segundo tribunato consular (369 a.C.)
Em 369 a.C., foi eleito tribuno novamente, desta vez com Aulo Cornélio Cosso, Quinto Quíncio Cincinato, Marco Cornélio Maluginense, Quinto Servílio Fidenato e Caio Vetúrio Crasso Cicurino.
Os romanos tentaram mais uma vez cercar Velécia, mas, como no ano anterior, os adversários conseguiram resistir.
Enquanto isto, na capital, os tribunos da plebe Caio Licínio Calvo Estolão e Lúcio Sêxtio Laterano continuavam a levar adianta suas propostas de lei favoráveis à plebe e os patrícios começavam a perder o controle dos demais tribunos, que vinham conseguindo bloquear a iniciativa de Licínio e Sêstio.
| “ | E ninguém podia se sentir satisfeito com o fato de os plebeus serem aceitos em eleições consulares: nenhum deles poderia conseguir a nomeação até que se estabelecesse em lei que um dos dois cônsules pudesse ser plebeu. | ” |
|   | — Lívio, Ab Urbe Condita VI, 4, 37. |   |

Marco Fábio, sogro de Caio Licínio, teve um papel preponderante na aprovação da Lex Licinia Sextia.